# Antherospora eucomis
Antherospora eucomis är en svampart som beskrevs av Vánky 2009. Antherospora eucomis ingår i släktet Antherospora och familjen Floromycetaceae.   Inga underarter finns listade i Catalogue of Life.